# Can Puiggener
Can Puiggener és un barri de Sabadell situat al nord-est de la ciutat, que deu el nom a l'antiga masia de Can Puiggener. Com a barri va néixer el 1947. Es va poblar amb l'onada migratòria de la dècada 1950 i, sobretot, després de la riuada del 1962. L'any 2013 hi vivien 6.500 persones. Consta de dos nuclis: un a la parta alta i el Pla, conegut també per el Llano. El barri té dues escoles públiques –l'Escola Joan Maragall i l'Escola La Tarlatana (que fins al 2019 es deia Alcalde Marcet)–, una biblioteca, un centre cívic, l'Església de Sant Roc...
Sota el barri hi ha l'horta del Fruiterar (o de Can Puiggener), com també diverses fonts, com la dels Gitanos o la de la Conquena.